# Los Caporales
Los Caporales fue un dúo de música-humor chileno.

## Historia
El dúo "Los Caporales", integrado originalmente por Luis Arenas Araya (4 de enero de 1927-24 de abril de 2007) y Luis Pinto Rojo, se inició en el Teatro Carpa Itinerante de Elena Puelma en 1947, donde compartió elenco con actrices y actores como Iris del Valle, Pedro Sienna, Alejo Álvarez, Romilio Romo, María Llopart, Blanca Arce, Olga Donoso, Juan Pérez Berrocal y Orlando Castillo. Contratados luego en el Teatro Caupolicán, que dirigía el empresario Enrique Venturino Soto, empezaron a hacer giras por Chile, Perú y Bolivia, y más tarde en Colombia, México y Argentina, donde actuaron también en la radio Belgrano. 
El éxito de Los Caporales coincide además en Chile con la época de los grandes programas radiales humorísticos como "Radiotanda" y "Tontilandia". Boites y cabaret fueron también abundantes escenarios para el dúo, que formó su propia compañía, Lluvia de Estrellas, y editó 23 discos y centenas de singles para los sellos EMI Odeon, RCA Victor, Philips y CBS, además de la disquera peruana Iempsa. Luis Arenas es autor y compositor de todo el repertorio del dúo, con títulos como "A poto pelado", "Adán y Breva", "Al tiro", "Ale Ali", "Allá en la luna", "Amor con fruta", "Rebeca cabeza hueca", "Rock de los viejitos", "Con todo mi cuerpo", "Las botellitas", "Cómo baja la moneda", "La gitana" y "Simeona", entre tantas otras entrañables y divertidas canciones, que constituían buenas muestras del humor característico del dúo, un humor picaresco e ingenuo a la vez. 
Tras la muerte de Lucho Pinto (el "Caporal Chico"), en 1993, Luis Arenas Araya, siguió trabajando con su hijo, Luis Arenas Jr., y en 2003 fue investido como socio emérito de la Sociedad Chilena del Derecho de Autor, como premio a su carrera. Otro reconocimiento más literal está en la memoria de sus canciones que persiste entre el público de Los Caporales desde sus años de mayor actividad. El público peruano los recibió siempre con mucho cariño, durante las numerosas visitas que hicieron al Perú. Y es una buena memoria la que exige recordar estrofas como la de uno de sus éxitos (un tema peruano de comienzos del siglo XX, que grabaron en retribución a ese cariño recibido), casi un trabalenguas:
"Ha llegado hasta Santiago procedente de Hong Kong, don Cirilo Murruchuca, primo hermano de Pepe Garrucha Machuca la Yuca, ministro enviado plenipotenciario de las aduanas gubernativas de los imperios extraordinarios del Cantón. Este pobre chino es un músico infernal, toca la mar de instrumentos, de viento, de cuerdas, todos sin igual. Toca con la mano izquierda la guitarra y el cajón y con la mano derecha ocarina y saxofón"
(Letra de la canción "Cirilo Murruchuca", versión de Los Caporales).
Luis "Lucho" Arenas Araya, el llamado "Caporal Grande", murió a los 80 años el 24 de abril de 2007, dejando un legado de humor y música que difícilmente se pueda superar; su hijo, Lucho Arenas Jr., ha sabido preservarlo de muy buena manera, heredando la chispa, la gracia y la lengua rápida de su progenitor.

## Discografía
- Festival de carcajadas (1961)
- Hágase payasito (1965)
- Yo te canto mi linda (1966)
- Volumen 3 (1968)
- La peña de Los Caporales (1970)
- Los Caporales y su show (1973)
- Festival de la risa (1975)
- Los Caporales en vivo (1976)
- El Dúo cómico de América (1977)
- 60 carcajadas por minuto (1977)
- Muchos kilos de risa (1977)
- Campeones mundiales de la risa (1977)
- Festival de la risa (1978)
- Pirulo El (1984)

## Videografía
- Sonrisas de Chile (1969)
- Antología del buen humor chileno (1989)